# Victor Babeș
Victor Babeș (ur. 4 lipca 1854 w Wiedniu, zm. 19 października 1926) – rumuński lekarz, biolog, jeden z pierwszych bakteriologów. Dokonał pionierskich odkryć w badaniach wścieklizny, trądu, błonicy, gruźlicy i innych chorób zakaźnych.
Uniwersytet Babeșa i Bolyaia w Klużu-Napoce i Uniwersytet Medycyny i Farmacji Victora Babeșa w Timișoarze noszą jego imię.
Urodził się w Wiedniu w rumuńskiej rodzinie pochodzącej z Banatu. Studiował w Budapeszcie, następnie w Wiedniu, gdzie otrzymał doktorat. Przyciągnięty badaniami i odkryciami Louisa Pasteura wyjechał do Paryża, gdzie najpierw pracował w laboratorium Pasteura, a potem z Victorem André Cornilem.
W 1885 roku odkrył pasożytniczy gatunek sporowca (Babesia), powodujący rzadką i ciężką chorobę znaną dziś jako babeszjoza. W tym samym roku napisał razem z Cornilem monografię poświęconą bakteriologii.
Babeș jako pierwszy wykazał obecność prątków w moczu pacjentów z gruźlicą. Odkrył też inkluzje wewnątrzkomórkowe w neuronach pacjentów ze wścieklizną, opisane niezależnie przez Negriego. Nazywane są one niekiedy ciałkami Babeșa-Negriego.
Babeș był jednym z popularyzatorów szczepień i jako pierwszy wprowadził szczepienie przeciwko wściekliźnie w Rumunii.
Jego siostrzeniec, Aurel Babeș, również lekarz, odkrył test przesiewowy na raka szyjki macicy.

## Wybrane prace
- Über Poliomyelitis anterior, 1877
- Ueber die selbständige combinirte Seiten- und Hinterstrangsclerose des Rückenmarks, [Virchows] Archiv für pathologische Anatomie und Physiologie und für klinische Medicin, Berlin, 1876
- Ueber einen im menschlichen Peritoneum gefundenen Nematoden, [Virchows] Archiv für pathologische Anatomie und Physiologie und für klinische Medicin, Berlin, vol LXXXI
- Studien über Safraninfärbung, 1881
- Bakterien des rothen Schweisses, 1881
- Eine experimentelle Studie über den Einfluss des Nervensystems auf die pathologischen Veränderungen der Haut, z Arthurem von Irsayem, Vierteljahresschrift für Dermatologie
- Les bactéries et leur rôle dans l’anatomie et l’histologie pathologiques des maladies infectieuses, Razem z Cornilem, 1 volume i atlas, Paryż, F. Alcan, 1885
- Über isoliert färbbare Antheile von Bakterien, Zeitschrift für Hygiene, Lipsk, 1889, 5: 173-190
- Observations sur la morve, Archives de médecine experimentale et d’anatomie pathologique, 1891, 3:619-645
- Atlas der pathologischen Histologie des Nervensystems, z Georges Marinesco i Paulem Oscarem Blocq, Berlin, Hirschwald, 1892
- Untersuchungen über Koch’s Kommabacillus, [Virchows] Archiv für pathologische Anatomie und Physiologie und für klinische Medicin, Berlin
- Untersuchungen über den Leprabazillus und über die Histologie der Lepra, Berlin, 1898
- Beobachtungen über Riesenzellen, Stuttgart, 1905
- Über die Notwendigkeit der AbVerfahrens der Wutbehandlungänderung des Pasteur’schen, Zeitschrift für Hygiene und Infektionskrankheiten, Lipsk, 1908, 58:401-412.